# IC 2082
IC 2082 ist eine elliptische Galaxie vom Hubble-Typ E/S0 im Sternbild Dorado am Südsternhimmel. Sie ist schätzungsweise 544 Millionen Lichtjahre von der Milchstraße entfernt und hat einen Durchmesser von etwa 210.000 Lj.

Im selben Himmelsareal befinden sich u. a. die Galaxien IC 2079, IC 2081, IC 2083, IC 2086.
Das Objekt wurde am 7. Dezember 1899 vom US-amerikanischen Astronomen DeLisle Stewart entdeckt.